# A-349
La A-349 es una carretera autonómica andaluza que comunica la carretera N-340 junto a la población de Tabernas, Macael y Olula del Río. 
La A-349 es un eje vial importante ya que comunica las poblaciones del Valle del Almanzora con la ciudad de Almería atravesando la Sierra de los Filabres. Inicia su recorrido en el enlace con la N-340 junto a la población de Tabernas dirigiéndose en dirección a la Sierra de los Filabres, en su inicio pasa junto a la Central Solar que hay ubicada en el llamado Desierto de Tabernas. A continuación prosigue hasta llegar al enlace que une esta carretera con la población de Senés, la carretera comienza a atravesar la Sierra de los Filabres aunque mantiene un buen trazado y de gran amplitud. Atraviesa el puerto de montaña de Collado García a 1247m de altitud. A continuación llega el enlace con la carretera que se dirige a la población de Tahal. Continúa y la siguiente población es Benitorafe. Cabe destacar el paisaje montañoso que atraviesa la carretera. A continuación viene el enlace con la carretera que se dirige a la población de Chercos. Prosigue y las siguientes poblaciones que bordea la carretera son Macael, donde se pueden observa las canteras de mármol, y Olula del Río. La carretera A-349 finaliza en el enlace con la carretera autonómica A-334 que une las poblaciones de Baza y Huércal Overa.

## Poblaciones que cruza
- N-340
- Tabernas
- Senés
- Tahal
- Benitorafe
- Chercos
- Macael
- Olula del Río
- A-344

- Datos: Q5653283